# Monte Pian di Rote
Il Monte Pian di Rote è una altura dell'alto Appennino riminese, situato nel territorio comunale di Sant'Agata Feltria, non lontano dal confine con la provincia di Forlì-Cesena.
Questa montagna tocca i 961 metri di altitudine ed è la più alta vetta del comune di Sant'Agata Feltria; da essa nascono molti piccoli corsi d'acqua come il rio Maggio, affluente da destra del fiume Savio e altri ruscelli affluenti da sinistra del fiume Marecchia.